# Björsjön (Breareds socken, Halland)
Björsjön är en sjö i Halmstads kommun i Halland och ingår i Fylleåns huvudavrinningsområde.